# 앤드루 서먼
앤드루 로널드 에드워드 서먼(Andrew Ronald Edward Surman, 1986년 8월 20일 ~ )는 남아프리카 공화국의 요하네스버그에서 태어난 잉글랜드의 전 축구 선수이다. 현역 시절 포지션은 미드필더였다.